# Иван Йовчев (художник)
 Тази статия е за художника Иван Йовчев.  За футболиста вижте Иван Йовчев.  
Иван Костов Йовчев е български художник, живописец и илюстратор на детска литература.

## Биография
Роден е на 6 февруари 1925 г. в Горна Оряховица. През 1952 г. завършва Висшия институт за изобразително изкуство „Николай Павлович“ в София, където изучава декоративно-монументална живопис при Георги Богданов.
Йовчев се реализира в сферата на цветната книжна илюстрацията като автор в произведения за деца и юноши. През 1962 г. стартира своята изложбена дейност, участвайки в изложения на книгата и изложби на българската живопис или илюстрация. През 1970 г. се присъединява към Съюза на българските художници. Умира през 2017 г.